# Николаев, Михаил Григорьевич
Михаил Григорьевич Николаев (23 ноября 1926 — 7 января 2014) — ректор Томского государственного педагогического института в 1983-1992 гг.

## Биография
Родился 23 ноября 1926 года в с. Турунтаево Томского района Томской области в крестьянской семье. В 1945-1951 гг. служил в рядах Советской Армии. С 1951 г. на комсомольской работе, а с 1954 г. – на партийной работе. Был инструктором Томского обкома КПСС. В 1955 г. окончил филологический факультет Томского государственного педагогического института. В 1965 г. окончил машиностроительный факультет Томского политехнического института, получив профессию инженера-механика. С 1966 г. секретарь, второй секретарь, первый секретарь Кировского райкома КПСС г. Томска. С 22 сентября 1983 г. по 9 марта 1992 г. — ректор Томского государственного педагогического института. В 1985 г. ему было присвоено ученое звание доцента по кафедре политэкономии и научного коммунизма. В апреле 1992 г. он перешел на работу в Научно-исследовательский институт школ Сибири, Дальнего Востока и Севера. 
Скончался 7 января 2014 года в г. Томске.

## Ректор ТГПИ (ТГПУ)
В годы ректорства Николаева для подготовки учителей по трудовому обучению был открыт индустриально-педагогический факультет. В эти годы была значительно укреплена материальная база института. Построены спортивно-оздоровительный комплекс, два общежития на 1050 мест со столовой, жилой многоквартирный дом для сотрудников института. Построенные дома и общежития не только создали более благоприятные условия для проживания преподавателям и студентам, но и укрепили Комсомольский проспект и пр. им. М. Фрунзе г. Томска.

## Общественная работа
Он участвовал в деятельности Совете старейшин г. Томска, вел активную работу в Ассоциациях выпускников ТПУ и ТГПУ.

## Награды
За многолетнюю партийную и педагогическую работу награждён 2 орденами «Знак Почёта» (1971 г., 1976 г.), орденом Трудового Красного Знамени (1981 г.) и 4 медалями.